# Anadia bitaeniata
Anadia bitaeniata là một loài thằn lằn trong họ Gymnophthalmidae. Loài này được Boulenger mô tả khoa học đầu tiên năm 1903.